# Dicellostyles
Dicellostyles es un género de plantas de la familia  Malvaceae. Contiene tres especies y originario de Asia. 
Fue descrito por George Bentham  y publicado en  Genera Plantarum 1: 207, en el año 1862.

## Especies
- Dicellostyles axillaris
- Dicellostyles jujubifolia
- Dicellostyles zizyphifolia